# Glen Matlock
Glen Matlock (født 27. august 1956) er en engelsk musiker, der er kendt for at være bassist i det oprindelige line-up af punkrockbandet Sex Pistols. Han krediteres som medkomponist på 10 af de 12 sange på albummet Never Mind the Bollocks, Here's the Sex Pistols fra 1977, selv om han havde forladt bandet under indspilningen af albummet grundet kreative uenigheder med de andre bandmedlemmer. Han blev erstattet af Sid Vicious.
Efter han forlod Sex Pistols i 1977, har han spillet med flere andre bands og har også haft egne soloprojekter. Han har tillige spillet med Sex Pistols ved flere efterfølgende Sex Pistols-genforeninger, herunder 1996 Filthy Lucre Tour, 2002-koncerten til at fejre Golden Jubilee of Elizabeth II, 2003 North American Piss Off Tour og deres 2007-2008 UK og Europe Combine Harvester Tour.
Han har udtalt sig offentligt imod Brexit.